# Ermites de Saint Jérôme de Fiesole
Ne doit pas être confondu avec Ordre de Saint-Jérôme, Congrégation des pauvres ermites de Saint Jérôme ou Jésuates.
Les ermites de Saint Jérôme de Fiesole (en latin : Ordo Fratrum Eremitarum S. Hieronymi Congregationis Faesulani) est un ordre monastique de type semi-érémitique et de droit pontifical. L'ordre est supprimé le 6 septembre 1668 par Clément IX.

## Historique
En 1360, Charles de Montegranelli, se fait ermite à Fiesole où il construit une cellule et une chapelle dédiée à Notre Dame du saint Sépulcre ; son exemple attire d'autres jeunes voulant se consacrer à la prière. Cosme de Médicis leur fait bâtir un monastère avec une église dédiée à saint Jérôme de Stridon. Conseillé par les dominicains, Charles décide de fonder un nouvel ordre pour organiser le groupe d'ermites. Montegranelli demande ensuite confirmation de ses constitutions religieuses basées sur les écrits de saint Jérôme et de son ordre auprès du pape Innocent VII qui donne son accord en 1406 mais ne peut signer les lettres d'approbation car il décède, c'est ce que l'on apprend d'un bref de son successeur, Grégoire XII, daté du 8 juillet 1415, déclarant que la confirmation de l'ordre sera au jour donné par son prédécesseur même si les lettres n'ont pas été expédiées.
En 1441, Eugène IV leur donne la règle de saint Augustin, ordonne qu'ils tiennent des chapitres généraux tous les ans pour élire les supérieurs, les oblige à faire des vœux solennels et leur permet de garder le nom de Saint Jérôme et l'habit qu'ils avaient l'habitude de porter, c'est-à-dire celui du Tiers-Ordre franciscain car le fondateur et ses premiers disciples étaient du Tiers-Ordre ; en 1460, les ermites demandent au pape Pie II de pouvoir changer d'habit pour être distinguer des membres du tiers ordre de saint François ce qui est accordé par un bref du 20 mars de la même année. L'habit sera désormais composé d'une tunique et scapulaire de couleur grise serrée d'une ceinture de cuir, avec un capuce attaché à une mosette et une chape de même couleur.
Petit à petit, l'ordre s'étend surtout au centre et au nord de l'Italie mais également à Rome. Le fondateur rejette à plusieurs reprises les offres de Cosme de Médicis d'agrandir le domaine de l'ermitage de Fiesole mais après la mort de Montegranelli, Cosme de Médicis Cosme fait construire un nouveau couvent et une nouvelle église dans les ermitages de Fiesole sur les plans de Michelozzo.
Le 6 décembre 1668, par la bulle Romanus Pontifex, le pape Clément IX supprime l'ordre, en même temps que les jésuates et les chanoines réguliers de San Giorgio in Alga (it).